# Can Vidalet

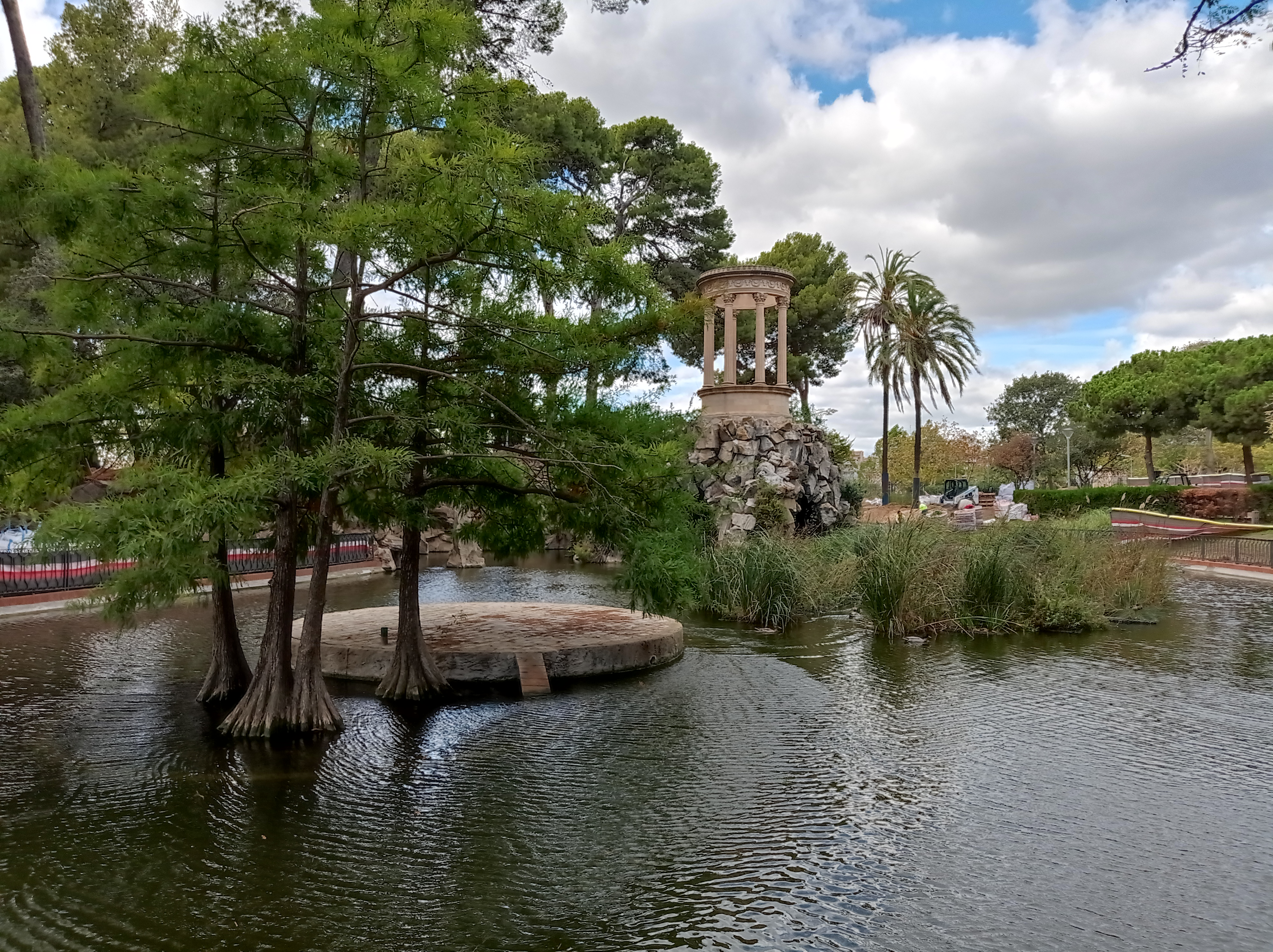
Parque de Can Vidalet

Can Vidalet es un barrio de Esplugas de Llobregat, en la provincia de Barcelona, limítrofe con el barrio de Can Clota también en Esplugas y los barrios de Can Serra y Pubilla Casas de Hospitalet de Llobregat.

## Historia

### Orígenes y finca de la familia Vidal Ribas
La denominación del barrio se remonta a 1863, cuando la familia Vidal Ribas estableció en la zona una finca señorial conocida como Can Vidalet. Su propietario, José Vidal Ribas (1814–1870), destacado industrial y comerciante químico, dirigía su negocio desde Barcelona, exportando productos químicos, vino, aguardiente y aceite de palma hacia América y África.
Vidal Ribas fue juzgado en dos ocasiones por las autoridades británicas bajo la sospecha de tráfico de esclavos, en 1855 y posteriormente; aunque fue absuelto en ambos casos, los procesos afectaron a su reputación pública. A pesar de ello, formó parte de la Junta de Comercio de Barcelona y fue accionista del Banco de Barcelona, además de participar en la Sociedad Catalana General de Crédito.
Tras su muerte, sus hijos fundaron en 1881 la Compañía Anónima de Productos Químicos, una de las primeras grandes empresas químicas de Cataluña, y la familia mantuvo la propiedad de Can Vidalet hasta bien entrado el siglo XX.

### De finca agrícola a núcleo residencial (1920–1950)
Hasta los años 1920, el entorno era mayoritariamente agrícola, con cultivos de garroferos, cepas y huertos, propios del entorno periurbano metropolitano. A partir de las décadas de 1920 y 1930 comenzaron a construirse pequeñas viviendas unifamiliares, muchas sin licencia ni planificación urbanística, habitadas por inmigrantes procedentes de barrios barceloneses como Sants o Hostafrancs.
Entre 1920 y la guerra civil española, la población no superaba los 300 habitantes, y en 1950 se estimaba en torno a los 500.

### Desarrollo tras la guerra civil (1950–1970)
Durante los años 40, el barrio ya celebraba su primera fiesta mayor, pero las condiciones de vida eran precarias. Muchas viviendas carecían de alcantarillado y más de medio centenar de familias llegaron a vivir en cuevas, lo que llevó a que en 1963 se habilitaran albergues provisionales, luego reemplazados por viviendas dignificadas.
En los años 60 se intensificaron las demandas vecinales de equipamientos públicos. Se abrieron nuevas escuelas (Vicenta Vives, Joan Maragall, Matilde Orduña, entre otras) y en 1966 se fundó el Club de Fútbol Can Vidalet, como respuesta a la falta de alternativas de ocio para la juventud.
También durante esta etapa se iniciaron mejoras urbanísticas, como el asfaltado de calles, la instalación de agua corriente y red eléctrica, muchas veces mediante presión vecinal o colaboración con el Ayuntamiento.

### Urbanización y planes de mejora (1970–presente)
En 1973 se aprobó el Plan Parcial de Can Vidalet, que permitió la expropiación y cesión de terrenos para crear nuevos espacios públicos como la rambla Virgen de la Merced, la plaza de la Bóbila y el polideportivo municipal.
El parque de Can Vidalet, núcleo vegetal del barrio con más de 3,5 hectáreas, conserva elementos originales de la antigua finca (como el palacete, el lago, el templete de 1897 y un lavadero). Se integró en la red metropolitana de parques en los años 70 y fue objeto de remodelaciones que incorporaron diseño romántico y neoclásico.
Durante las décadas siguientes se consolidó el tejido urbano y educativo, con la incorporación de guarderías, la Escuela Oficial de Idiomas, el Centro de Recursos Pedagógicos y el ambulatorio La Bóbila, entre otros servicios.

### Crecimiento demográfico y diversidad social
A partir de los años 60, el barrio experimentó un crecimiento demográfico acelerado: de unos 500 habitantes en 1950 pasó a superar los 5.000 en los años 60 y actualmente cuenta con más de 14.000 habitantes, siendo la zona más densamente poblada de Esplugas de Llobregat.
En las últimas décadas, la llegada de población inmigrante, especialmente de origen latinoamericano, ha diversificado el tejido social y cultural del barrio, manteniéndose una fuerte vida asociativa y vecinal.

## Geografía
Can Vidalet es un barrio ubicado en la parte baja de Esplugas de Llobregat, en el límite con el municipio de Hospitalet de Llobregat, dentro del área metropolitana de Barcelona. Sus coordenadas geográficas aproximadas son 41°22′19″N y 2°05′52″E, y se sitúa a una altitud media de unos 90 metros sobre el nivel del mar.
El barrio ocupa una superficie aproximada de 0,33 km² y es uno de los más densamente poblados del municipio, con una densidad que supera los 43.000 habitantes por kilómetro cuadrado según estimaciones municipales de 2024.

### Límites
Los límites geográficos de Can Vidalet están bien definidos por importantes vías urbanas y ejes de comunicación:
- Oeste: autovía B‑20 (Ronda de Dalt), calle Maria Aurèlia Capmany y avenida Ciutat de l’Hospitalet.
- Sur: calle Llevant.
- Este: calle Molí, calle Maladeta, plaza de la Bòbila y avenida del Torrent.
- Norte: calle Laureà Miró, colindando con el barrio de Can Clota.

### Topografía y medio físico
La topografía de Can Vidalet es predominantemente plana, como corresponde a su ubicación en la llanura del delta del Llobregat. No obstante, hacia el norte se aprecian ligeras pendientes ascendentes debido a la cercanía de las primeras estribaciones del macizo de Collserola. La altitud varía entre los 50 y los 95 metros, con suaves desniveles que no obstaculizan la movilidad urbana.

### Clima
El barrio presenta un clima mediterráneo típico, con inviernos suaves y veranos cálidos y secos. Las temperaturas medias oscilan entre los 9 °C en enero y los 24–26 °C en julio y agosto. Las precipitaciones son moderadas, con picos en primavera y otoño, y escasez durante los meses estivales.

### Zonas verdes e infraestructuras urbanas
Can Vidalet dispone de varios espacios públicos de esparcimiento, entre los que destacan:
- Parque de Can Vidalet: gran parque histórico de unas 3,5 hectáreas que conserva elementos del antiguo jardín señorial, como un templete, un estanque, un lavadero y el palacete modernista. Forma parte de la red de parques metropolitanos del área metropolitana de Barcelona (AMB).[12]

- Parque de la Solidaridad: zona verde más reciente situada en el extremo oriental del barrio, en contacto con Can Clota y la avenida de Cornellá.

La urbanización del barrio se caracteriza por calles de trazado regular, aceras amplias, pasos peatonales y plazas como la de Blas Infante, la de la Bóbila y la de Macael. También cuenta con carriles bici, zonas infantiles y áreas de descanso.

## Demografía
Según datos del Ayuntamiento de Esplugas de Llobregat, en enero de 2024, Can Vidalet contaba con una población de 14.290 habitantes.
- Superficie: 0,329 km²
- Densidad de población: 43.435 hab./km²

## Infraestructuras y servicios
Can Vidalet alberga varios equipamientos que dan servicio tanto al barrio como al conjunto de Esplugas:
- Educación:
  - CEIP Joan Maragall
  - CEIP Can Vidalet
  - CEIP Matilde Orduña
  - CEIP-IES Utmar (concertado)
  - Escuela Oficial de Idiomas de Esplugues
  - Escuela de Adultos Eugeni d'Ors
  - Centro de Recursos Pedagógicos del Bajo Llobregat VIII[14]

- Salud:
  - Ambulatorio de la Bòbila
  - Servicio de Salud Mental de Sant Joan de Déu

- Cultura y deporte:
  - Centro Sociocultural Molí-Cadí
  - Biblioteca la Bòbila
  - Campo municipal El Molí, sede del CF Can Vidalet

## Transporte
Can Vidalet cuenta con una buena conectividad mediante transporte público y carreteras:
- Metro:
  - Línea 5: estación de Can Vidalet, en servicio desde 1976

- Tranvía (Trambaix):
  - Líneas T1, T2 y T3: estación de Ca n'Oliveres

- Autobuses:
  - Urbanos: Líneas 157 (TMB), EP1, EP4
  - Interurbanos: Líneas L50, L62
  - Nocturnos: Línea N14

- Carreteras:
  - Accesos a la autovía B-20 (Ronda de Dalt) mediante los enlaces 12 y 13

## Espacios verdes
El barrio dispone de importantes zonas verdes:
- Parque de Can Vidalet: jardín histórico de casi 4 hectáreas, con un palacete neoclásico, lago, lavadero y vegetación autóctona.

- Parque de la Solidaridad: Espacio verde que ofrece áreas de recreo y descanso.

## Fiestas
La fiesta mayor de Can Vidalet se celebra habitualmente durante la segunda semana de junio, con actividades culturales, deportivas y lúdicas para todas las edades.